# Pierre Pelos
Pierre Pelos (Agen, Francia, 16 de agosto de 1992) es un baloncestista francés que pertenece a la plantilla del Dreamland Gran Canaria de la Liga Endesa. Con 2,05 metros de estatura, juega en la posición de ala-pívot.

## Trayectoria deportiva
Pelos se formó en el EB Pau-Orthez con el que debutó en la temporada 2012-13 en la LNB Pro B francesa, donde participó en 9 partidos.
En la temporada 2015-15, juega en las filas del Union Tarbes-Lourdes Pyrénées Basket de la NM1, la tercera división de su país. 
En la temporada 2015-16, forma parte del Saint Chamond Basket de la LNB Pro B y en la temporada siguiente jugaría en el JL Bourg Basket de la misma categoría.
En la temporada 2017-18, firma por el Fos Provence Basket de la LNB Pro B, con el que logra el ascenso a la LNB Pro A.
En la temporada 2018-19, hace su debut en la LNB Pro A con el conjunto de Fos-sur-Mer.
En verano de 2019, firma por el JL Bourg Basket de la LNB Pro A francesa, en el que jugaría durante cuatro temporadas. En la temporada 2022-23 promedia 8,8 puntos y 4,6 rebotes en la competición doméstica, y 9,9 puntos y 5,4 rebotes en EuroCup, con un altísimo 49% de acierto en el triple.
El 28 de julio de 2023, firma por el Dreamland Gran Canaria de la Liga Endesa.

### Internacional
Pelos fue internacional con la Selección de baloncesto de Francia Sub-20 y ganador de la medalla de plata en el Europeo Sub-20 de 2012. hizo su debut como internacional absoluto en las últimas ‘ventanas FIBA’ cuando Francia se midió a la República Checa.
En 2023, debutó con la Selección de baloncesto de Francia en los encuentros de las ventanas FIBA cuando Francia se enfrentó a la República Checa.